# خوان بابلو برزيسكي
خوان بابلو برزيسكي هو لاعب كرة مضرب أرجنتيني.

## وصلات خارجية
- خوان بابلو برزيسكي على موقع رابطة محترفي التنس (الإنجليزية)
- خوان بابلو برزيسكي على موقع الاتحاد الدولي لكرة المضرب (الإنجليزية)
- خوان بابلو برزيسكي على موقع خلاصة التنس.كوم (الإنجليزية)
- خوان بابلو برزيسكي على موقع إي إس بي إن.كوم (الإنجليزية)

- معلومات عن اللاعب